# 湍流层顶
湍流层顶，又称均质层顶，是均质层与非均质层的分界线。
湍流层顶位于中间层附近，大致处在中间层和热层的交汇处。其大致位于海拔100km处。
其以下是均质层，湍流混合运动主导的地球大气层。在均质层内，大气的各种组分是均匀混合、不随高度变化而变化的。也就是说，若是以能够在大气中长时间停留的那些化学物质来衡量大气的组分，则它是稳定不变的。或者说，不活跃的化学物质在均质层的占比会相对的高，而活跃的化学物质在大气中的占比则会呈现较大的不确定性。
其以上是非均质层，分子扩散运动主导的大气层。在非均质层内，大气的组分则随化学物质的性质变化而变化。